# Callionymus comptus
Callionymus comptus is een  straalvinnige vissensoort uit de familie van pitvissen (Callionymidae). De wetenschappelijke naam van de soort is voor het eerst geldig gepubliceerd in 1999 door Randall. Het is een benthische soort
De soort staat op de Rode Lijst van de IUCN als Kwetsbaar, beoordelingsjaar 2009.